# مزرعة ايزدي (سورماغ)
مزرعة ايزدي (بالفارسية: مزرعه ایزدی) هي منطقة سكنية تقع في إيران في الناحية المركزية, قسم سورماغ الريفي.